# Oecophylla sicula
Oecophylla sicula é uma espécie de formiga do gênero Oecophylla, pertencente à subfamília Formicinae.